# Helicia cochinchinensis
Helicia cochinchinensis är en tvåhjärtbladig växtart som beskrevs av João de Loureiro. Helicia cochinchinensis ingår i släktet Helicia och familjen Proteaceae. Inga underarter finns listade i Catalogue of Life.